# Ataxia canescens
Ataxia canescens là một loài bọ cánh cứng trong họ Cerambycidae.